# Syndroom van Rubinstein-Taybi

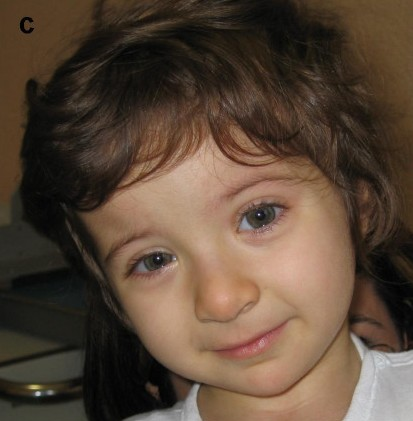
Patiënt met het syndroom van Rubinstein-Taybi

Het syndroom van Rubinstein-Taybi (RTS) is een autosomaal-dominante erfelijke aandoening die wordt gekenmerkt door korte gestalte, matige tot ernstige leerproblemen, opvallende gelaatstrekken, en brede duimen en eerste tenen.
Een geval werd voor het eerst beschreven in 1957 door Michail, Matsoukas en Theodorou. In 1963 beschreven Jack Herbert Rubinstein en Hooshang Taybi een grotere reeks gevallen.

## Kenmerken
- brede duimen en brede eerste tenen
- verstandelijke beperking: matige tot ernstige leerproblemen
- korte gestalte, gedrongen groei van botten, klein hoofd
- cryptorchisme bij mannen
- opvallende gelaatstrekken; vooral afwijkingen aan de ogen, neus en gehemelte

Andere kenmerken van de stoornis variëren tussen de betrokken individuen. Mensen met deze aandoening hebben een verhoogd risico op het ontwikkelen goedaardige en kwaadaardige tumoren, met name leukemie en lymfomen. Uit een studie uit 2009 blijkt dat kinderen met RTS meer kans hebben op overgewicht en als geestelijke beperkingen een korte aandachtsspanne, stereotiep gedrag en slechte coördinatie.

## Genetisch
Het syndroom van Rubinstein-Taybi wordt veroorzaakt door mutaties in een gen op de korte arm van chromosoom 16 dat codeert voor een eiwit genaamd CREB-bindendeiwit (CREBBP), dat de activiteit van vele andere genen controleert. Het eiwit speelt zodoende een belangrijke rol bij het reguleren van de celgroei en celdeling en is essentieel voor een normale ontwikkeling van de foetus. Als één exemplaar van het CREBBP-gen is verwijderd of gemuteerd, kunnen de cellen maar de helft van de normale hoeveelheid CREB-bindend eiwit maken. Een vermindering van de hoeveelheid van dit eiwit verstoort de normale ontwikkeling voor en na de geboorte, wat leidt tot de symptomen van het syndroom van Rubinstein-Taybi.
Ook mutaties in het gen EP300, dat gelegen is op de lange arm van chromosoom 22 (22q13.2) kunnen verantwoordelijk zijn voor een klein percentage van de gevallen van het syndroom van Rubinstein-Taybi. Deze mutaties leiden tot het verlies van een kopie van het gen in elke cel, die de hoeveelheid van de p300-eiwit vermindert met de helft. Sommige mutaties leiden tot de productie van een zeer korte, niet-functionele versie van het p300-eiwit, terwijl andere een kopie van het gen te voorkomen van het maken van elk eiwit helemaal. Hoewel onderzoekers niet weten hoe een vermindering van de hoeveelheid van het p300-eiwit komt, leidt dit tot de specifieke kenmerken van het syndroom van Rubinstein-Taybi. Het is duidelijk dat het verlies van een kopie van het EP300-gen de normale ontwikkeling verstoort. 1 op de 100.000 tot 125.000 kinderen wordt geboren met RTS.